# Gymnopternus helveticus
Gymnopternus helveticus är en tvåvingeart som beskrevs av Marc Pollet och Rampazzi 2004. Gymnopternus helveticus ingår i släktet Gymnopternus och familjen styltflugor.
Artens utbredningsområde är Schweiz. Inga underarter finns listade i Catalogue of Life.